# 曳舟川

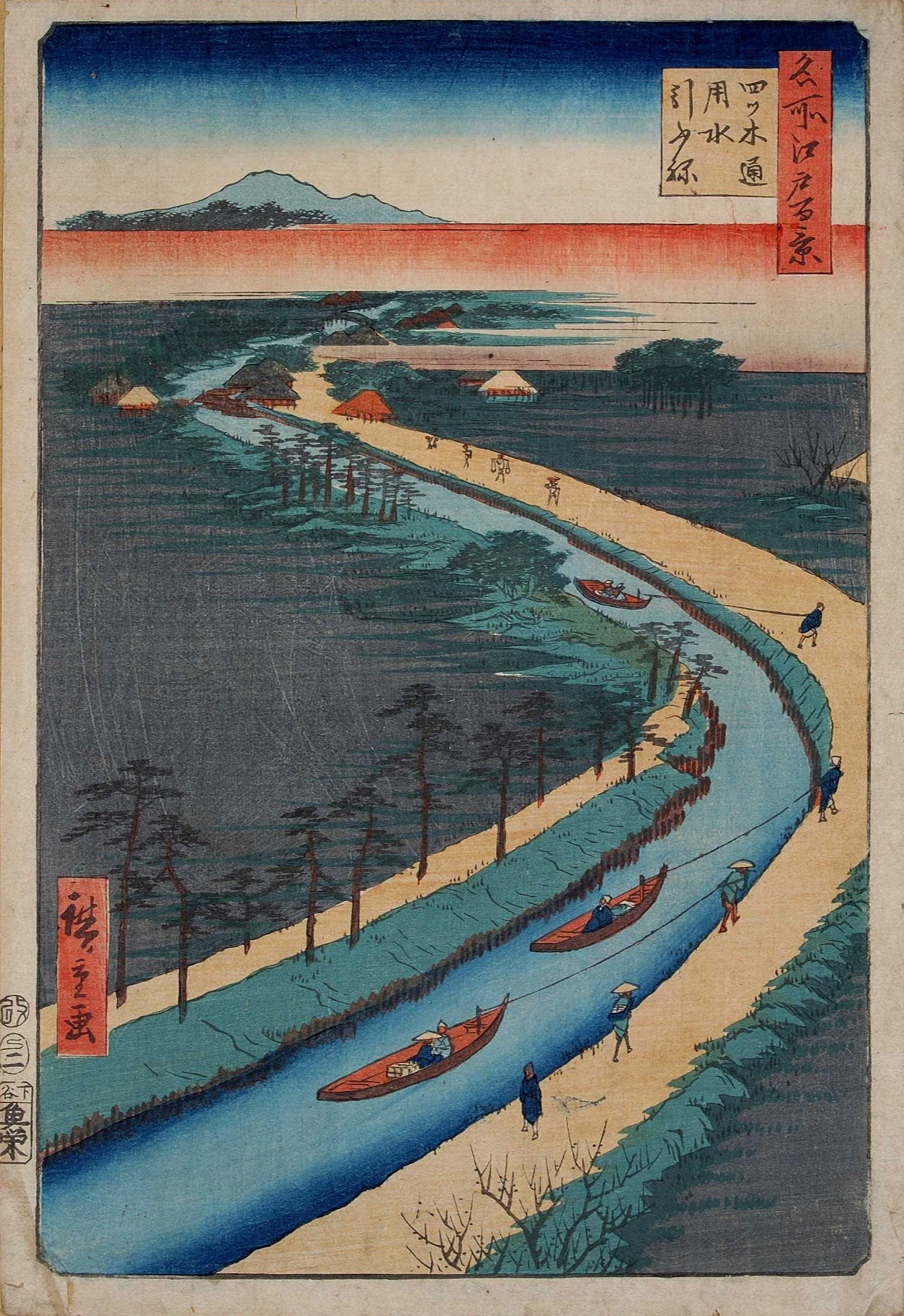
四ツ木通用水引ふね（葛飾区内の様子）『名所江戸百景』より

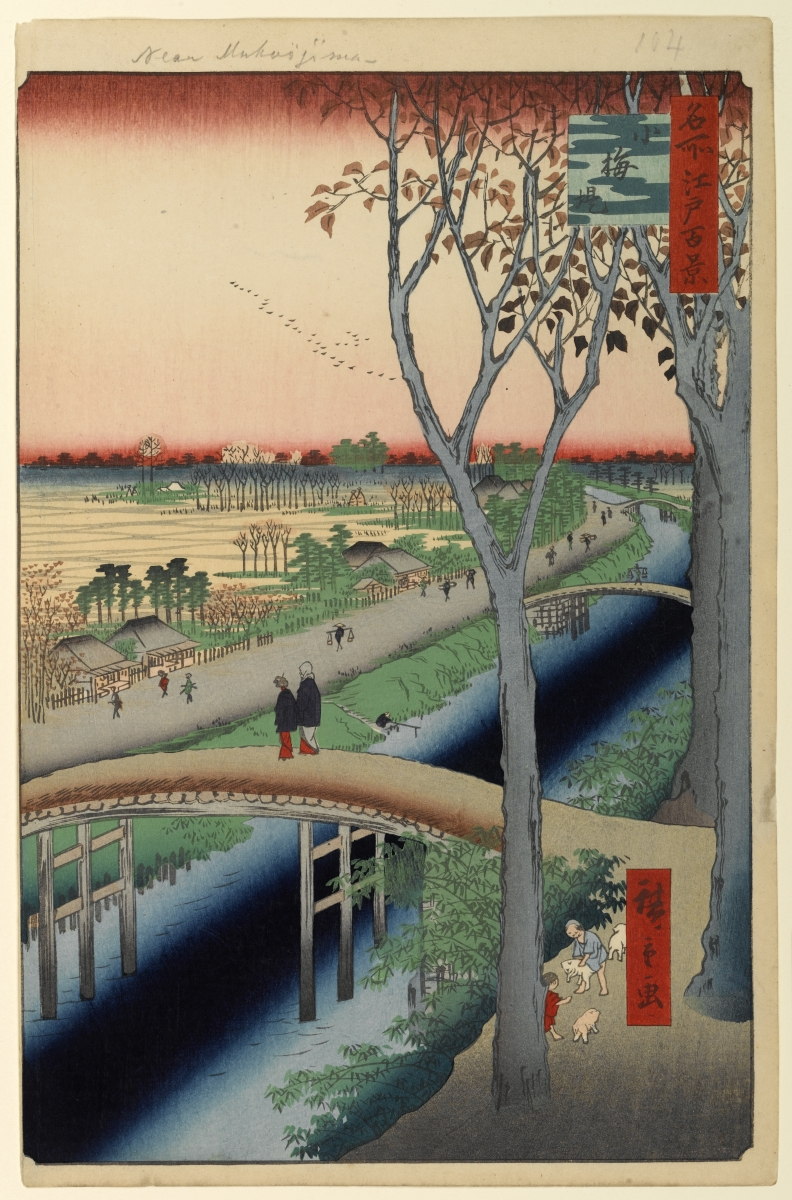
小梅堤（墨田区内の様子）

曳舟川（ひきふねがわ）は、かつて東京都葛飾区から墨田区にかけてあった川。河川名は、舟に人を乗せて曳いた交通手段の曳舟に由来する。

## 概要
曳舟川の名称が付けられた区間は、江戸期に開削された葛西用水や亀有上水の水路を利用しており、昭和4年の荒川放水路の開削による川筋の分断のために早くから自動車道に改修された。
江戸期の後期から明治の初めごろにかけて行われた曳舟は、一種の水上交通機関ではあったが、舟を曳く動力が陸からの人力であるため、馬や籠などの陸上交通機関の要素も含まれたものであり、当時曳舟は異色の交通機関として人気があり、江戸市中から下総、水戸方面へ行く、多くの旅人に利用されている。他の都市河川と同様に、1964年東京オリンピックが開催された昭和39年ころまでは小魚などの生物が生息している川であったが、高度成長期に入ると生活雑排水やメッキ工場からの排水が流れ込み、瀕死の状態となっていた。
その後、排水規制等によって水質は改善されたものの、葛西用水の一部区間の公園化や葛西用水からの取水ができなくなったことにより、現在の曳舟川は支流も含めて埋め立てられ、水路は存在しない。
葛飾区の区間は、人工的な水の流れをつくり、曳舟川親水公園や四つ木めだかの小道となり、自然の川を再現した区間や、シャワーを備えた親子向けのプールになった区間もある。また墨田区内では、流路上に作られた道路（押上二丁目〈とうきょうスカイツリー駅付近〉 - 八広六丁目〈新四ツ木橋南詰付近〉）に「曳舟川通り」の愛称が設定されている。

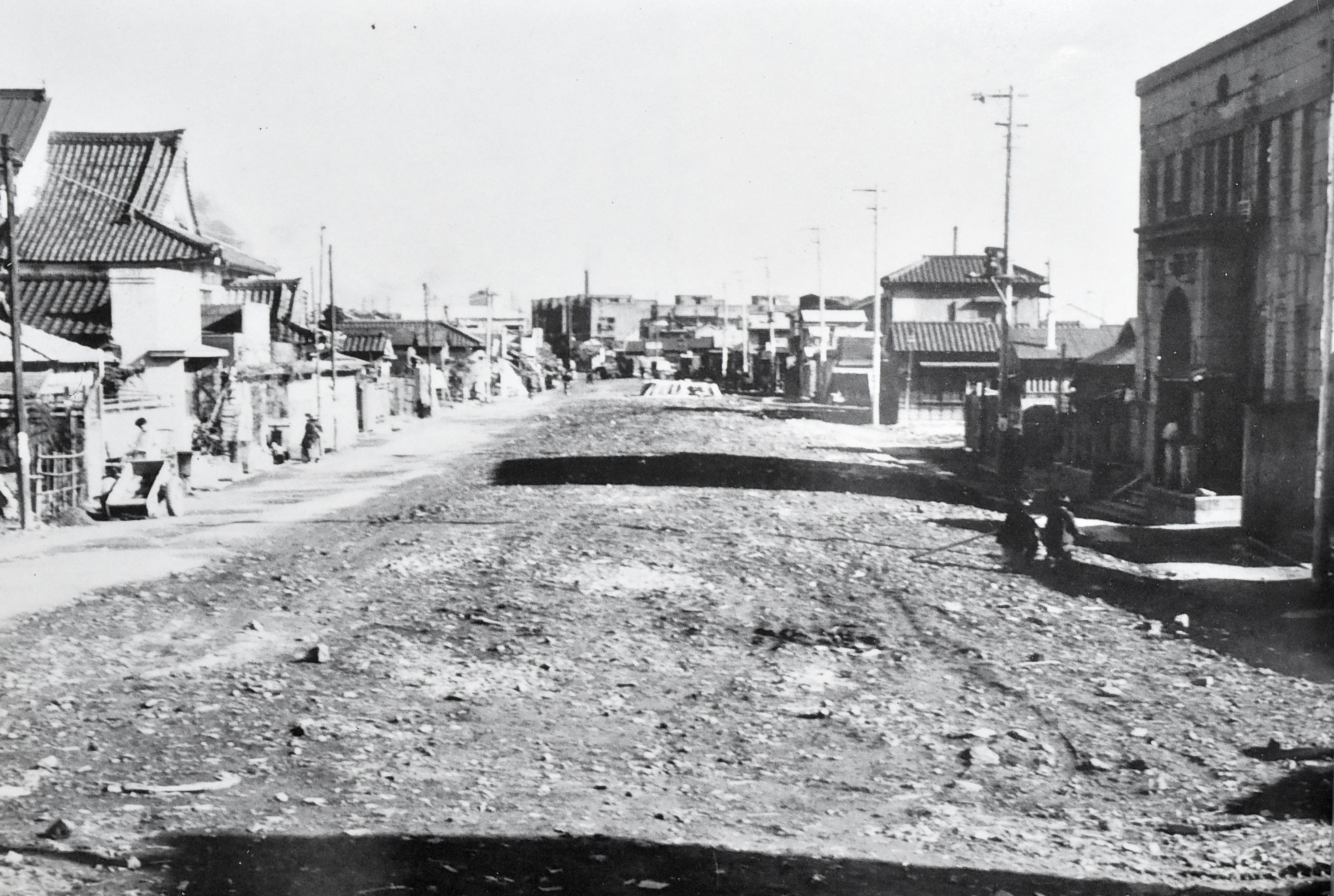
埋め立て中の曳舟川（1954年）